# CERH Champions League 2002-2003
La CERH Champions League 2002-2003 è stata la 38ª edizione della massima competizione europea di hockey su pista riservata alle squadre di club, la 7ª con tale denominazione. Il torneo ha avuto inizio il 2 novembre 2002 e si è concluso l'11 maggio 2003.
Il titolo è stato conquistato dal Liceo La Coruña per la quarta volta nella sua storia.

## Squadre partecipanti
| Nazione    | Club            | Città              | Qualificazione                                                                                        |
| ---------- | --------------- | ------------------ | --- |
| Austria    | Dornbirn        | Dornbirn           | 1º nel campionato austriaco 2002, campione d'Austria                                                  |
| Francia    | Nantes          | Nantes             | 3º in Nationale 1 2001-2002                                                                           |
| Francia    | Quévert         | Dinan              | 1º in Nationale 1 2001-2002, campione di Francia                                                      |
| Francia    | SCRA Saint-Omer | Saint-Omer         | 2º in Nationale 1 2001-2002                                                                           |
| Germania   | Cronenberg      | Wuppertal          | 1º in Rollhockey-Bundesliga 2001-2002, vince i play-off, campione di Germania                         |
| Italia     | Bassano 54      | Bassano del Grappa | 2º in Serie A1 2001-2002, semifinale dei play-off                                                     |
| Italia     | Novara          | Novara             | 1º in Serie A1 2001-2002, vince i play-off, campione d'Italia                                         |
| Italia     | Prato Primavera | Prato              | 3º in Serie A1 2001-2002, finale dei play-off                                                         |
| Portogallo | Barcelos        | Barcelos           | 2º in 1ª Divisão 2001-2002, 3º nella poule titolo                                                     |
| Portogallo | Benfica         | Lisbona            | 1º in 1ª Divisão 2001-2002, 2º nella poule titolo                                                     |
| Portogallo | Porto           | Porto              | 4º in 1ª Divisão 2001-2002, 1º nella poule titolo, campione del Portogallo                            |
| Spagna     | Barcellona      | Barcellona         | Campione d'Europa in carica e 1º in División de Honor 2001-2002, vince i play-off, campione di Spagna |
| Spagna     | Blanes          | Blanes             | 7º in División de Honor 2001-2002, semifinale dei play-off                                            |
| Spagna     | Igualada        | Igualada           | 5º in División de Honor 2001-2002, finale dei play-off                                                |
| Spagna     | Liceo La Coruña | La Coruña          | 3º in División de Honor 2001-2002, semifinale dei play-off                                            |
| Svizzera   | Ginevra         | Ginevra            | 2º in Lega Nazionale A 2001-2002, 2º alla fase finale                                                 |
| Svizzera   | Thunerstern     | Thun               | 3º in Lega Nazionale A 2001-2002, 3º alla fase finale                                                 |
| Svizzera   | Uttigen         | Uttigen            | 1º in Lega Nazionale A 2001-2002, 1º alla fase finale, campione di Svizzera                           |

## Risultati

### Primo turno
| Squadra 1 | Totale | Squadra 2  | Andata | Ritorno |
| --------- | ------ | ---------- | ------ | ------- |
| Dornbirn  | 3 - 30 | Cronenberg | 1 - 5  | 2 - 25  |
| Nantes    | 5 - 9  | Uttigen    | 3 - 2  | 2 - 7   |

### Ottavi di finale
| Squadra 1   | Totale | Squadra 2       | Andata | Ritorno |
| ----------- | ------ | --------------- | ------ | ------- |
| Barcelos    | 8 - 9  | Prato Primavera | 4 - 3  | 4 - 6   |
| Bassano 54  | 2 - 19 | Barcellona      | 0 - 8  | 2 - 11  |
| Benfica     | 13 - 2 | Ginevra         | 10 - 1 | 3 - 1   |
| Blanes      | 4 - 5  | Liceo La Coruña | 2 - 3  | 2 - 2   |
| Igualada    | 17 - 4 | SCRA Saint-Omer | 10 - 1 | 7 - 3   |
| Novara      | 10 - 6 | Cronenberg      | 5 - 2  | 5 - 4   |
| Quévert     | 6 - 7  | Uttigen         | 2 - 4  | 4 - 3   |
| Thunerstern | 4 - 14 | Porto           | 3 - 6  | 1 - 8   |

### Fase a gironi

#### Girone A
| Squadra         | Pt | G | V | N | P | GF | GS | DG  |
| --------------- | -- | - | - | - | - | -- | -- | --- |
| Barcellona      | 11 | 6 | 5 | 1 | 0 | 31 | 7  | +24 |
| Prato Primavera | 9  | 6 | 4 | 1 | 1 | 32 | 19 | +13 |
| Benfica         | 4  | 6 | 2 | 0 | 4 | 15 | 23 | -8  |
| Novara          | 0  | 6 | 0 | 0 | 6 | 7  | 36 | -29 |

| Prima giornata   |      |                 |
| Barcellona       | 6–1  | Benfica         |
| Novara           | 1–6  | Prato Primavera |
| Seconda giornata |      |                 |
| Benfica          | 2–1  | Novara          |
| Prato Primavera  | 1–1  | Barcellona      |
| Terza giornata   |      |                 |
| Novara           | 1–5  | Barcellona      |
| Prato Primavera  | 4–1  | Benfica         |
| Quarta giornata  |      |                 |
| Benfica          | 1–4  | Barcellona      |
| Prato Primavera  | 13–1 | Novara          |
| Quinta giornata  |      |                 |
| Barcellona       | 9–1  | Prato Primavera |
| Novara           | 1–4  | Benfica         |
| Sesta giornata   |      |                 |
| Barcellona       | 6–2  | Novara          |
| Benfica          | 6–7  | Prato Primavera |

#### Girone B
| Squadra         | Pt | G | V | N | P | GF | GS | DG  |
| --------------- | -- | - | - | - | - | -- | -- | --- |
| Igualada        | 9  | 6 | 4 | 1 | 1 | 28 | 10 | +18 |
| Liceo La Coruña | 8  | 6 | 4 | 0 | 2 | 24 | 13 | +11 |
| Porto           | 7  | 6 | 3 | 1 | 2 | 26 | 22 | +4  |
| Uttigen         | 0  | 6 | 0 | 0 | 6 | 8  | 41 | -33 |

| Prima giornata   |      |                 |
| Igualada         | 3–1  | Liceo La Coruña |
| Porto            | 10–2 | Uttigen         |
| Seconda giornata |      |                 |
| Liceo La Coruña  | 3–4  | Porto           |
| Uttigen          | 1–4  | Igualada        |
| Terza giornata   |      |                 |
| Porto            | 2–2  | Igualada        |
| Uttigen          | 1–4  | Liceo La Coruña |
| Quarta giornata  |      |                 |
| Liceo La Coruña  | 4–0  | Igualada        |
| Uttigen          | 3–4  | Porto           |
| Quinta giornata  |      |                 |
| Igualada         | 12–0 | Uttigen         |
| Porto            | 4–5  | Liceo La Coruña |
| Sesta giornata   |      |                 |
| Igualada         | 7–2  | Porto           |
| Liceo La Coruña  | 7–1  | Uttigen         |

### Final Four
La Final Four della manifestazione si è disputata ad La Coruña dal 10 all'11 maggio 2003.

#### Tabellone
|  | Semifinali      | Semifinali      | Semifinali |          |                 | Finale          | Finale | Finale |  |
|  |                 |                 |            |          |                 |                 |        |        |  |
|  | Barcellona      | Barcellona      | 1(0)       |          |                 |                 |        |        |  |
|  | Barcellona      | Barcellona      | 1(0)       |          |                 |                 |        |        |  |
|  | Liceo La Coruña | Liceo La Coruña | 1(2)       |          |                 |                 |        |        |  |
|  | Liceo La Coruña | Liceo La Coruña | 1(2)       |          | Liceo La Coruña | Liceo La Coruña | 3(1)   |        |  |
|  |                 |                 |            |          | Liceo La Coruña | Liceo La Coruña | 3(1)   |        |  |
|  |                 |                 | Igualada   | Igualada | 3(0)            |                 |        |        |  |
|  | Igualada        | Igualada        | Igualada   | Igualada | 3(0)            | 1(3)            |        |        |  |
|  | Igualada        | Igualada        |            |          |                 |                 |        |        |  |
|  | Prato Primavera | Prato Primavera | 1(2)       |          |                 |                 |        |        |  |

#### Semifinali
| La Coruña 10 maggio 2003               | Barcellona     | 1 – 1 (d.t.s.) | Liceo La Coruña | Pazo dos Deportes de Riazor (6000 spett.) |
| \| \| \| \| \| \| Shootout 0 – 2 \| \| |                |                |                 |                                           |
|                                        |                |                |                 |                                           |
|                                        | Shootout 0 – 2 |                |                 |                                           |

| La Coruña 10 maggio 2003               | Igualada       | 1 – 1 (d.t.s.) | Prato Primavera | Pazo dos Deportes de Riazor (2000 spett.) |
| \| \| \| \| \| \| Shootout 3 – 2 \| \| |                |                |                 |                                           |
|                                        |                |                |                 |                                           |
|                                        | Shootout 3 – 2 |                |                 |                                           |

#### Finale
| La Coruña 11 maggio 2003               | Liceo La Coruña | 3 – 3 (d.t.s.) | Igualada | Pazo dos Deportes de Riazor (6500 spett.) |
| \| \| \| \| \| \| Shootout 1 – 0 \| \| |                 |                |          |                                           |
|                                        |                 |                |          |                                           |
|                                        | Shootout 1 – 0  |                |          |                                           |